# Vielleicht geschieht ein Wunder
Chansons représentant l'Autriche au Concours Eurovision de la chanson
Nur in der Wiener Luft
(1962) Warum nur, warum?
(1964)
Vielleicht geschieht ein Wunder est la chanson représentant l'Autriche au Concours Eurovision de la chanson 1963. Elle est interprétée par Carmela Corren.
Deux versions bilingues de la chanson sont enregistrées avec des couplets différents en anglais. Une version entièrement en allemand est également enregistrée. Lors du concours Eurovision de la chanson de 1963, une version bilingue intégrant les paroles des deux enregistrements bilingues est présentée.
La chanson est la quatrième chanson de la soirée, suivant Marcel interprétée par Heidi Brühl pour l'Allemagne et précédant Solhverv interprétée par Anita Thallaug pour la Norvège.
À la fin des votes, elle obtient 16 points et prend la septième place sur seize participants.

## Source de la traduction
- (en) Cet article est partiellement ou en totalité issu de l’article de Wikipédia en anglais intitulé « Vielleicht geschieht ein Wunder » (voir la liste des auteurs).